# Kulevcha
Kulevcha (en ucraniano: Кулевча) es un pueblo ucraniano perteneciente al óblast de Odesa. Situado en el suroeste del país, es parte del raión de Bíljorod-Dnistrovski y del municipio (hromada) homónimo.

## Toponimia
El nombre del asentamiento en otros idiomas de importancia en el asentamiento es también Kulevcha (en búlgaro: Кулевча; en ruso: Кулевча; en rumano: Culevcea). 

## Geografía
El pueblo está situado a orillas del río Jadzhider, 22 km al este de Sarata y a 110 km al suroeste de Odesa.  

## Historia
El pueblo fue fundado en 1828 por colonos búlgaros en la región histórica de Besarabia, ya que había pasado a formar parte de la gobernación de Besarabia dentro del Imperio ruso en 1812.Estos colonos procedían de Kiulevcha (actualmente parte de la provincia de Shumen). 
Durante la guerra civil rusa, se declaró República Democrática de Moldavia en 1917 y se anexionó voluntariamente al reino de Rumania ese mismo año. 
Kulevcha fue entregada a la Unión Soviética con el pacto Ribbentrop-Mólotov, incorporada al raión de Bolgrado del óblast de Izmaíl. El 29 de julio de 1941, Kulevcha fue tomada por tropas germano-rumanas durante la operación Barbarroja de la Segunda Guerra Mundial, volviendo a manos soviéticas en 1944. 
En 1945, por decreto de la RSS de Ucrania, el pueblo de Kulevcha pasó a llamarse Kolesnoye (en ucraniano: Колісное). Kulevcha volvió a formar parte del óblast de Izmaíl, que fue absorbido por el óblast de Odesa en 1954. El 1 de abril de 1995 el lugar volvió a su nombre original.

## Demografía
La evolución de la población de Kulevcha entre 1989 y 2001 fue la siguiente:
| 758                                                           | 921 | 1401 | 4482 | 4032 |
| (Fuente: Cities & Towns of Ukraine y UKRAINE: Größere Städte) |     |      |      |      |

Según el censo de 2001, la lengua materna de la mayoría de los habitantes, el 89,14%, es el búlgaro; del 5,51%, el ruso; y el ucraniano, del 4,69%.

## Infraestructura

### Educación
Aquí hay una institución educativa secundaria búlgara.

### Transporte
La carretera territorial T1643 atraviesa el pueblo y Kulevcha tiene una estación de tren en la línea ferroviaria Odesa-Basarabeasca.

## Cultura
En Kulevcha está el grupo juvenil folclórico Bulgarski surtsa (en búlgaro: Български сърца, lit. 'corazones búlgaros') e incluso su propio equipo de lucha femenina.